# Erlenbach im Simmental
Erlenbach im Simmental es una comuna suiza del cantón de Berna, situada en el distrito administrativo de Frutigen-Niedersimmental. Limita al norte con las comunas de Oberstocken y Niederstocken, al este con Reutigen y Wimmis, al sur con Diemtigen, y al oeste con Därstetten.
Hasta el 31 de diciembre de 2009 situada en el distrito de Niedersimmental.